# Кравченко, Андрей Владимирович
Андрей Владимирович Кравченко (6 февраля 1993, Волгоград) — российский футболист.

## Карьера
Воспитанник волгоградской «Олимпии». На поле действовал как на позиции защитника, так и в атаке. За свою карьеру выступал за ряд клубов второго дивизиона. Весной 2016 года Кравченко находился на просмотре в «Роторе».
В 2019 году футболист играл в киргизской Премьер-Лиге за «Алай» из города Ош. Дебютировал в местной элите россиянин 14 августа в победном матче против бишкекского «Илбирса» (1:0). Всего за клуб Кравченко провел четыре игры.

## Достижения
- Серебряный призёр чемпионата Кыргызстана: 2019